# L'Information grammaticale
 (novembre 2024).
L'Information grammaticale est une revue scientifique française trimestrielle créée en 1979 et consacrée à l'étude et à la vulgarisation dans le domaine de la linguistique. Elle est publiée sur support papier par les Éditions Peeters à Louvain.

## Histoire
La revue a été créée en 1979 à Paris par Guy Serbat, professeur émérite à la Sorbonne.

## Principe
L'Information grammaticale est une revue à comité de lecture consacrée à la linguistique sous tous ses aspects (phonétique, morphologie, lexique, syntaxe, etc.). Elle s'adresse à la fois aux linguistes spécialisés et à un public d'étudiants, d'enseignants du supérieur et d'amateurs éclairés. La revue publie des études savantes consacrés à des points de linguistique, mais accorde également une place à des articles orientés vers la préparation des concours de l'enseignement supérieur comme le CAPES et l'agrégation. Elle confère également une importance particulière à l'étude de la langue française et de ses usages, de l'ancien français au français contemporain.